# アムン (小惑星)
アムン (3554 Amun) は、アテン群の小惑星。シューメーカー夫妻がパロマー天文台で発見した。エジプト神話の太陽神アメン (Amen) に因んで名付けられた。
アムンは地球近傍小惑星かつM型小惑星であり、大量の金属を含んでいると推定されることから、宇宙移民が実現すれば鉱物資源の有力な供給地になると見られている。